# 6AK5

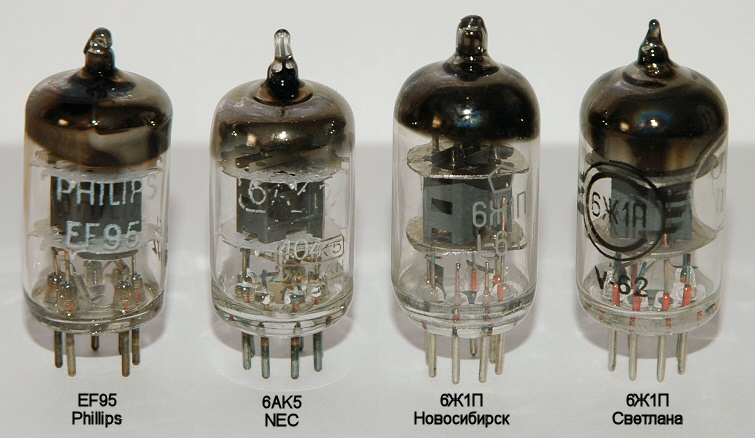
Lampy (w tym odpowiedniki) 6AK5, od lewej do prawej: EF95 prod. Phillips, 6AK5 prod. NEC, 6Ж1П prod. radz. (Novosibirsk), 6Ж1П prod. radz. (Svetlana).

6AK5 – lampa elektronowa (pentoda) o cokole heptalowym, stosowana we wzmacniaczach wielkiej częstotliwości (w.cz.).
Europejskim odpowiednikiem 6AK5 jest EF95, a radzieckim – 6Ж1П.
Wersja tej lampy o zwiększonej niezawodności i długowieczności nosi oznaczenie 6AK5W (6Ж1П-ЕВ – wersja radziecka).
Pentoda ta była używana w niektórych typach radiosond w latach 60. i 70. XX w.
Pomimo przeznaczenia lampy do zastosowań w.cz. była ona stosowana również w przedwzmacniaczach mikrofonowych, a także w celu uzyskania tzw. efektów gitarowych.

## Dane techniczne
Żarzenie:
- napięcie żarzenia – 6,3 V
- prąd żarzenia – 0,175 A

| Parametr                        | Wartość  |
| ------------------------------- | -------- |
| napięcie anodowe                | 180 V    |
| prąd anodowy                    | 7,7 mA   |
| nachylenie charakterystyki (Sa) | 5,1 mA/V |
| napięcie siatki pierwszej       | -2 V     |
| napięcie siatki drugiej         | 120 V    |

| Parametr                | Wartość |
| ----------------------- | ------- |
| napięcie anodowe        | 180 V   |
| moc tracona na anodzie  | 1,7 W   |
| prąd katodowy           | 18 mA   |
| napięcie siatki drugiej | 140 V   |
| częstotliwość           | 400 MHz |